# Dibble Glacier Tongue
Dibble Glacier Tongue är en glaciär i Antarktis. Den ligger i Östantarktis. Australien gör anspråk på området.
Terrängen runt Dibble Glacier Tongue är varierad. Trakten är obefolkad. Det finns inga samhällen i närheten.